# Schichtstoff

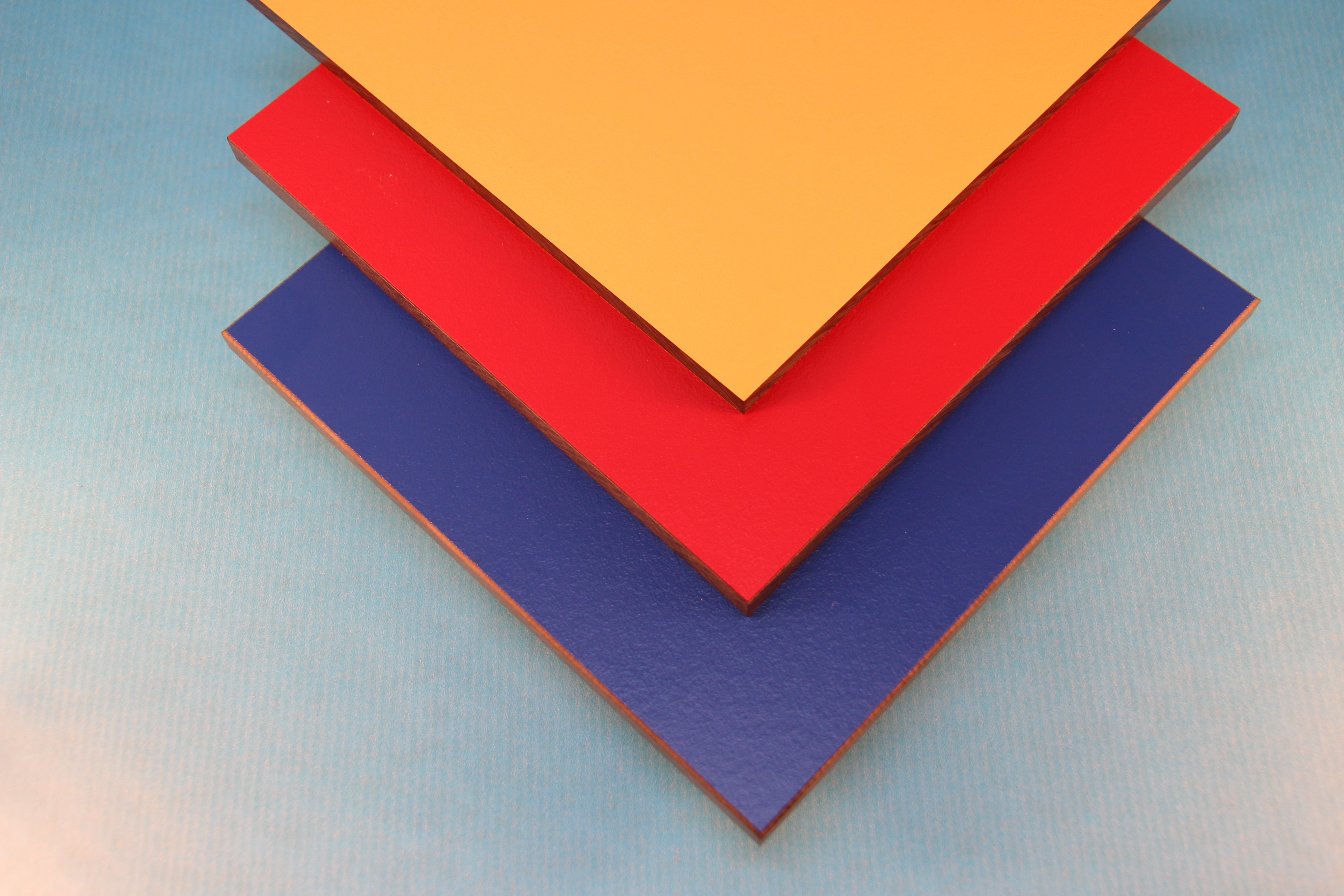
HPL-Platten in verschiedenen Uni Dekoren

Als Schichtstoff, Schichtverbundwerkstoff oder Laminat werden Faserverbundwerkstoffe bezeichnet, die aus mehreren Lagen unterschiedlichen Materials bestehen.
Die häufig verwendeten dekorativen Schichtpressstoffplatten (nach DIN abgekürzt DKS für Dekorativer Kunststoff-Schichtpressstoff) bestehen in der Regel aus mehreren Papier- oder Gewebeschichten, die im Kern in Phenolharz und als Randschichten in Melaminharz getränkt und anschließend unter Hitze und Druck zusammengefügt werden. 
Meistens wird die oberste Papierschicht (Finishfilm) mit einem Motiv (von Holz über Metallic bis hin zu Marmor) versehen. Aufgrund der Dekorvielfalt spricht man auch von „dekorativen Schichtpressstoffplatten“ oder kurz von „dekorativem Schichtstoff“. Das Dekorpapier ist durch ein transparentes Overlay vor mechanischer Einwirkung geschützt. Diese Schichtstoffplatten bilden die Basis für Arbeitsplatten, Fensterbänke und Forming-Elemente.

## Arten
- High Pressure Laminate wird oft als HPL-Schichtstoff abgekürzt. Es handelt sich hierbei um im Hochdruckpress-Verfahren hergestelltes Laminat in Plattenform aus mehreren Lagen Papier und Harz.
- Continuous Pressure Laminate (auch Continuous Pressed Laminate) wird als CPL-Schichtstoff abgekürzt. Dieses Laminat wird im kontinuierlichen Verfahren aus mehreren Lagen Papier und Harz hergestellt. Es ist in Plattenform oder als Rollenware erhältlich und wird z. B. zur Beschichtung von Türblättern verwendet.
- Kompaktplatten (ab 2 mm Dicke), auch Vollkernplatten genannt, benötigen kein Trägermaterial und können von beiden Seiten gestaltet werden. Sie eignen sich insbesondere für die Verkleidung von Fassaden, weil sie nicht nur feuchtigkeitbeständig und antistatisch sind, sondern auch sicher vor Vandalismus.